# Steve Biddulph
Steve Biddulph (* 1953 Saltburn-by-the-Sea, Velká Británie) je australský psycholog, rodinný terapeut a spisovatel, který napsal řadu knih na téma výchovy, a to zejména chlapců. Jeho díla se však také zaměřují na dnešní roli muže v západní společnosti. K jeho tématům tedy patří vztah syna k otci, přerod chlapce v muže, partnerství se ženou i vlastní otcovství, ale také práce nebo hledání smyslu v životě.
Ve svých knihách se zasazuje o laskavý rodičovský přístup a zdůrazňuje význam, jaký pro děti mají dospělé vzory. Upozorňuje také na nebezpečí, jaká hrozí dětem, které rodiče předávají do péče institucí dříve než dosáhnou dvou let.
Za svou práci, v níž vybízí otce k tomu, aby v životech svých dětí zastávali aktivnější rodičovskou roli, získal v roce 2000 v Austrálii ocenění Otec roku (Father of the Year).
Je také ekologickým aktivistou, angažuje se i na poli lidských práv.

## Dílo

### V češtině
- Deset tajemství lásky (se Shaaron Biddulph). Praha: Portál, 2006. ISBN 978-80-7367-636-0
- Mužství: jak zvládat všechny mužské role. Praha: Portál, 2007. ISBN 978-80-7367-209-6
- Kniha o mužství. Praha: Portál, 2011. ISBN 978-80-262-0012-3
- Tajemství výchovy šťastných dětí. Praha: Portál, 2011. ISBN 978-80-262-0032-1
- Výchova kluků. Praha: Portál, 2012. ISBN 978-80-7367-436-6
- Proč jsou šťastné děti šťastné. Praha: Portál, 2012. ISBN 978-80-7367-864-7
- Tajemství výchovy dívek. Praha: Portál, 2013. ISBN 978-80-262-0474-9